# Ziegfeld Follies (revue)

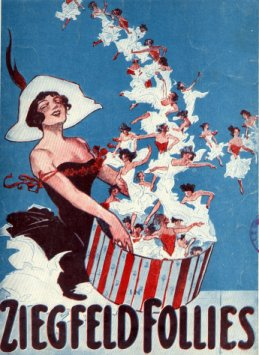
Reclameaffiche Ziegfeld Follies, 1912

Ziegfeld Follies is een jaarlijkse revue op Broadway in New York tussen 1907 en 1931, daarna ook nog op het podium gebracht in 1934, 1937, 1943, 1956 en 1957. De shows zijn van bepalende waarde geweest voor de typische Broadway-sfeer en de Flapper-cultuur in de jaren twintig. In de jaren dertig werd het concept van de Ziegfeld Follies ook omgezet in een populaire radioshow op CBS.

## Geschiedenis
De Ziegfeld Follies werden begonnen, uiteindelijk geproduceerd en aanvankelijk ook geregisseerd door Florenz Ziegfeld, naar het voorbeeld van de Folies Bergère in Parijs. Het waren van meet af aan weelderige shows, met veel ‘klasse’, te zien als een soort van breed uitgewerkte vaudeville, met elementen van een burleske. Elke show bestond uit een reeks van theaternummers, zonder verhaal of rode draad. Een belangrijke plaats werd ingenomen door dans en zang (de revue leverde veel klassiek geworden ‘hits’ op), alsook flink wat humor (sketches).

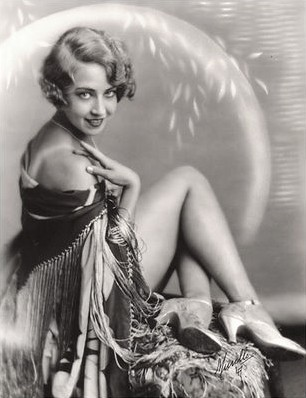
Doris Eaton, editie 1920

Veel bekende variété-artiesten, entertainers en latere filmsterren begonnen hun carrière bij Ziegfeld Follies: Sophie Tucker, Fanny Brice, Mary Pickford, Barbara Stanwyck, Eddie Cantor en W.C. Fields vonden er hun eerste platform. Later traden er ook gelauwerde sterren op zoals Josephine Baker en Bob Hope.

## Ziegfeld girls
Vermaard waren de “Ziegfeld girls”, het koorballet van de revue (‘chorus girls’), samengesteld uit de (volgens de aankondigingen) “allermooiste danseressen van Amerika”, met kostuums gemaakt door de bekendste couturiers. Trendzettend waren ook de foto's die Alfred Cheney Johnston van de danseressen maakte. Tot de Ziegfeld girls behoorden onder andere Marion Davies, Dorothy Mackaill, Olive Thomas, Mae Murray, Doris Eaton, Billie Dove, Louise Brooks, Claire Dodd, Joan Blondell, Dorothy Hale, en Paulette Goddard.

## Films
De Ziegfeld Follies waren ook onderwerp van meerdere bijzonder succesvolle films.
In 1936 won The Great Ziegfeld, met William Powell, Myrna Loy, Frank Morgan en Luise Rainer de Oscar voor de beste film (Rainer won tevens de prijs voor beste actrice).
Na Ziegfeld Girl uit 1941 (met James Stewart en Lana Turner) was er in 1946 wereldwijd succes voor de musicalfilm Ziegfeld Follies, met grootheden als Fred Astaire, Lucille Ball, Judy Garland, Gene Kelly en Lena Horne. In 1964 volgde de film Funny Girl (over Ziegfeld-girl Fanny Brice) en in 1971 Follies (over de geschiedenis van de revue).
Diverse musicals zijn ook op de Ziegfeld Follies gebaseerd.

## Ziegfeld girls, door Johnston

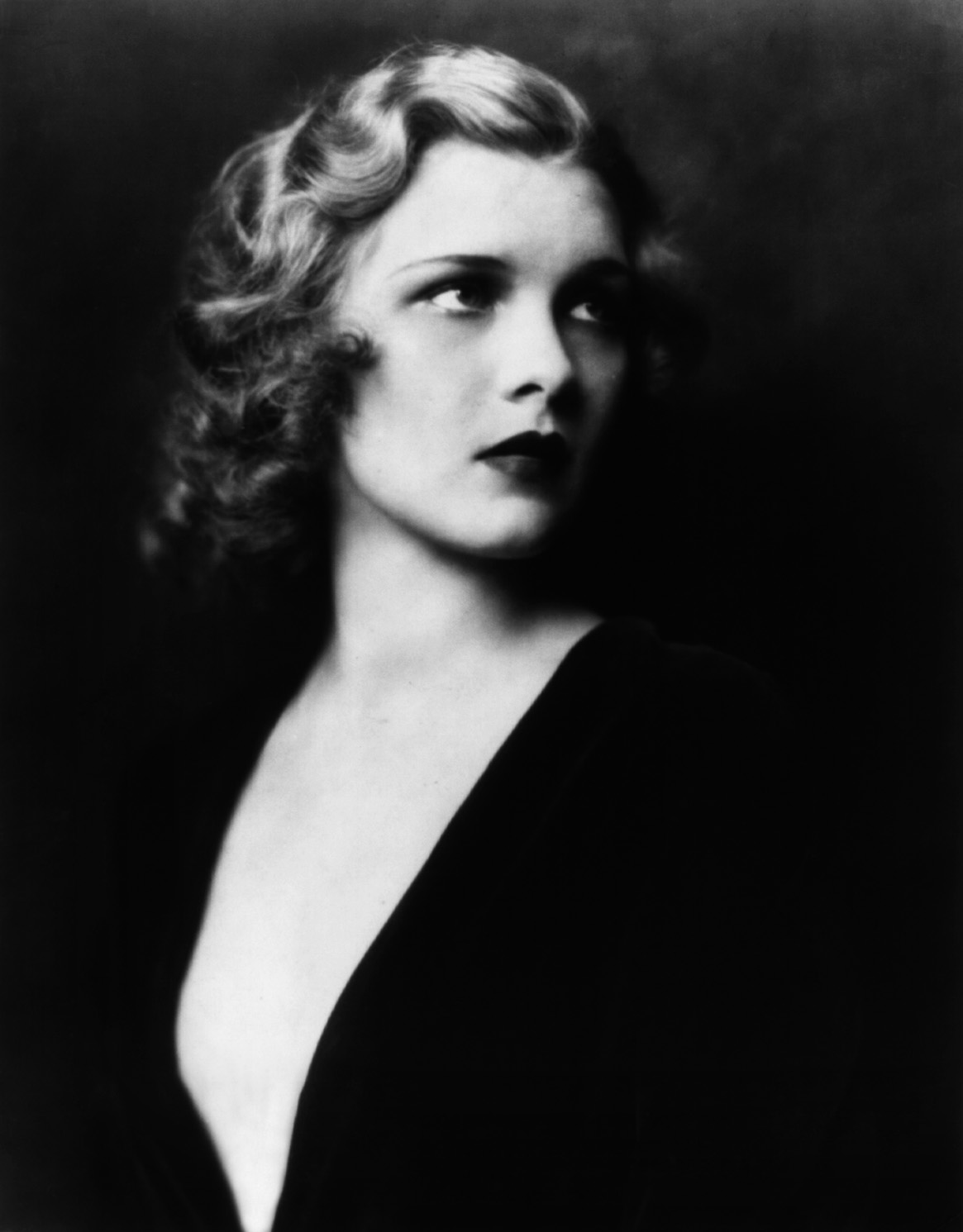
Drucilla Strain, 1929
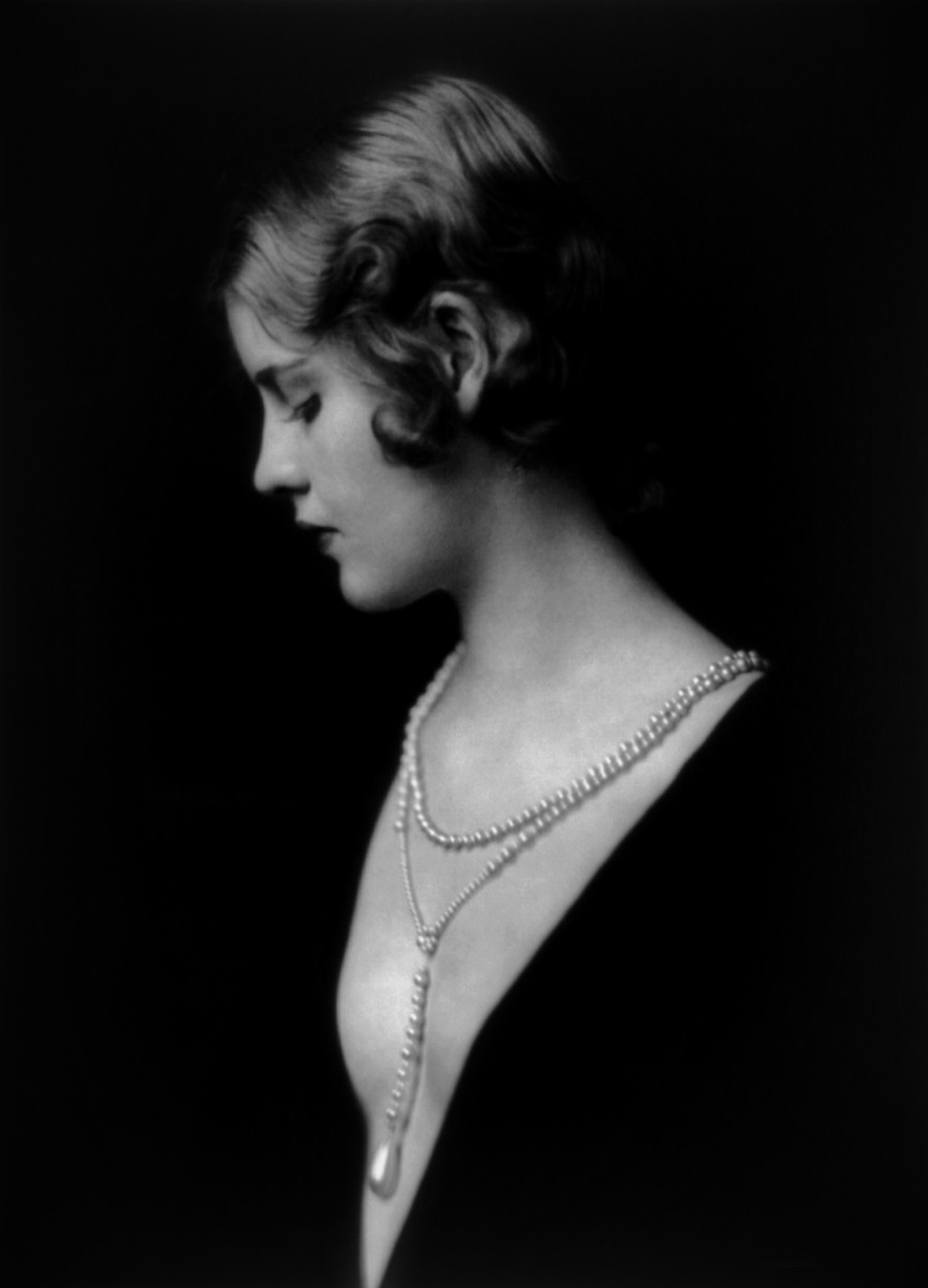
Caja Eric, 1931
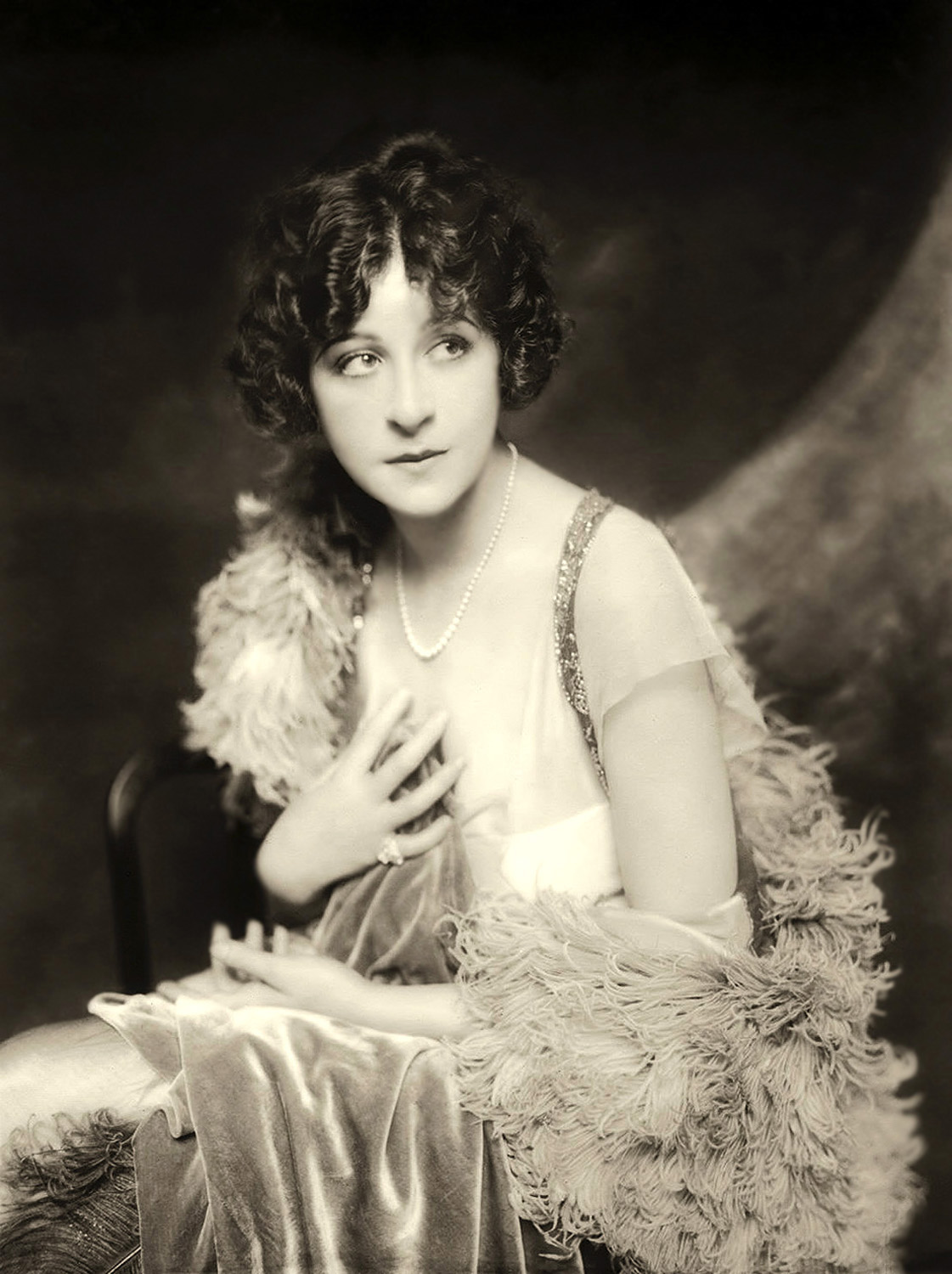
Fanny Brice, rond 1920
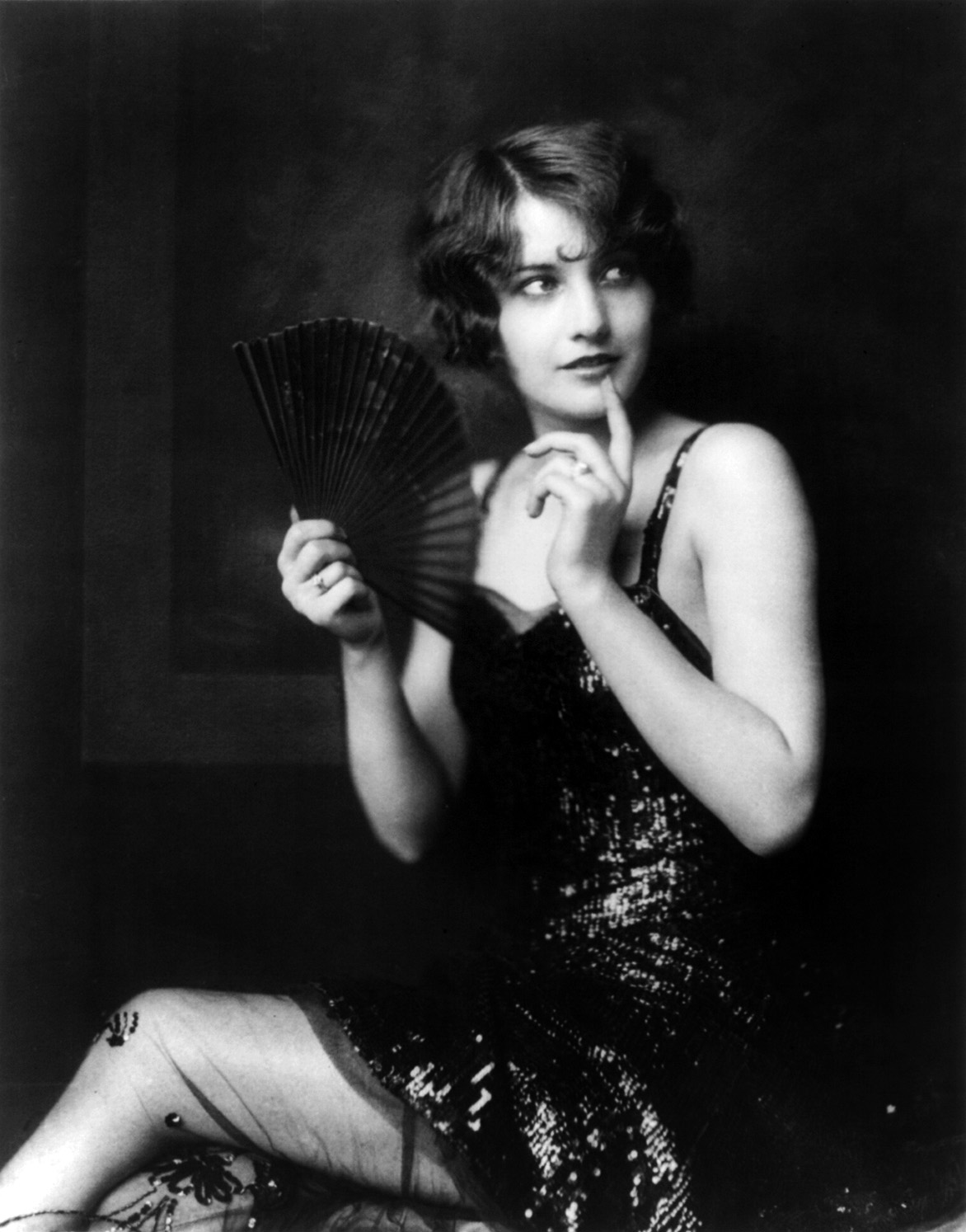
Barbara Stanwyck, 1924
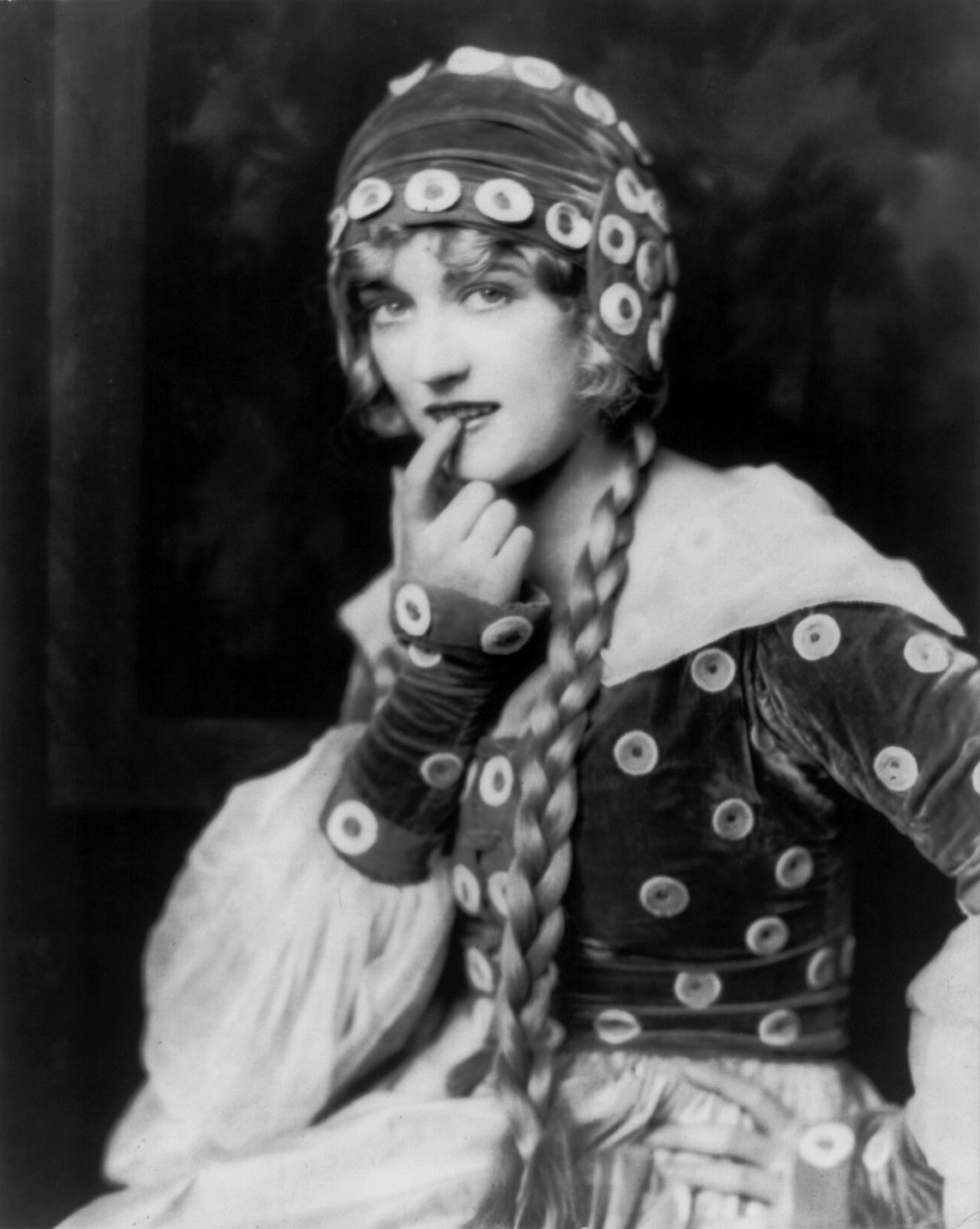
Marion Davies, 1924
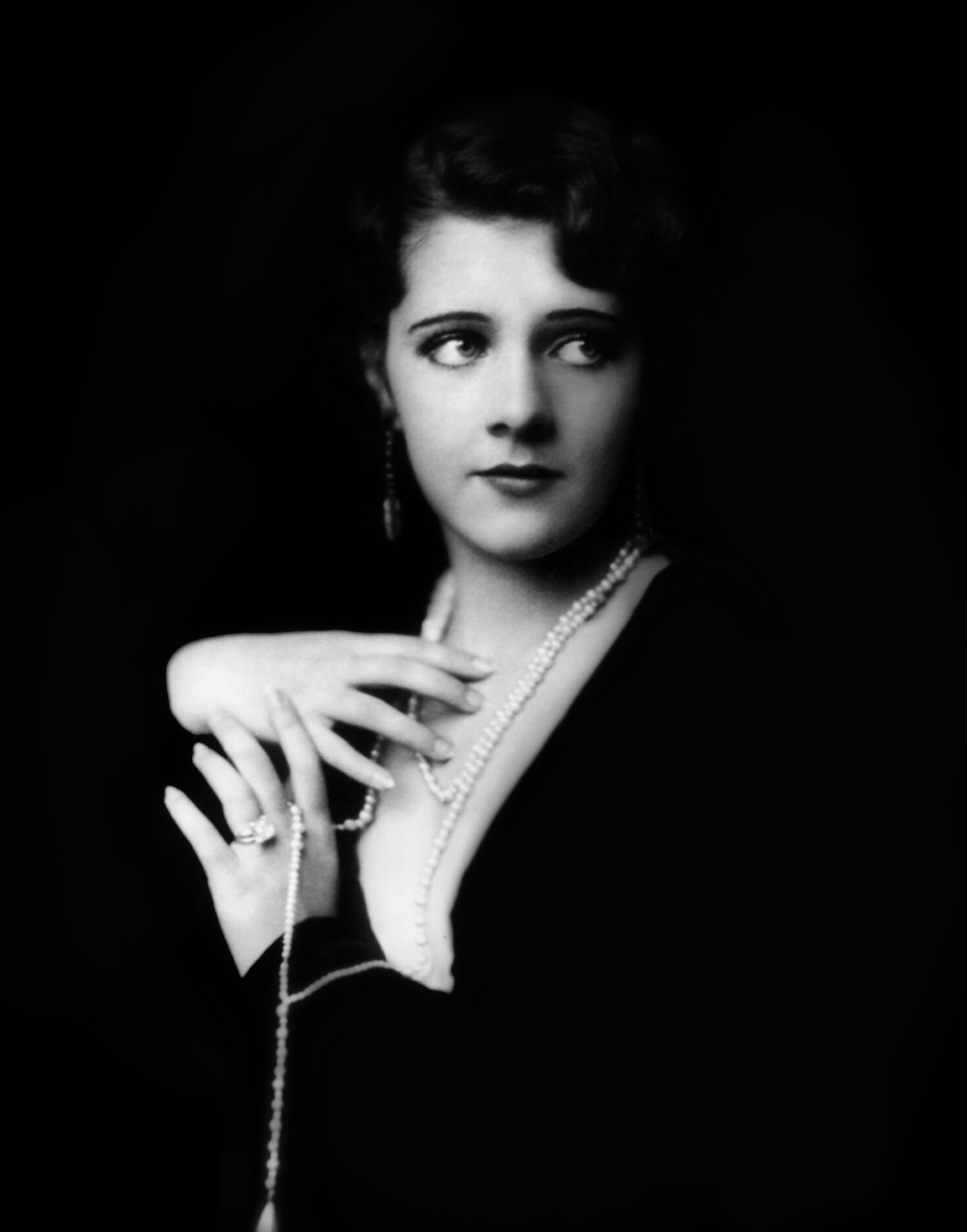
Ruby Keeler, 1929
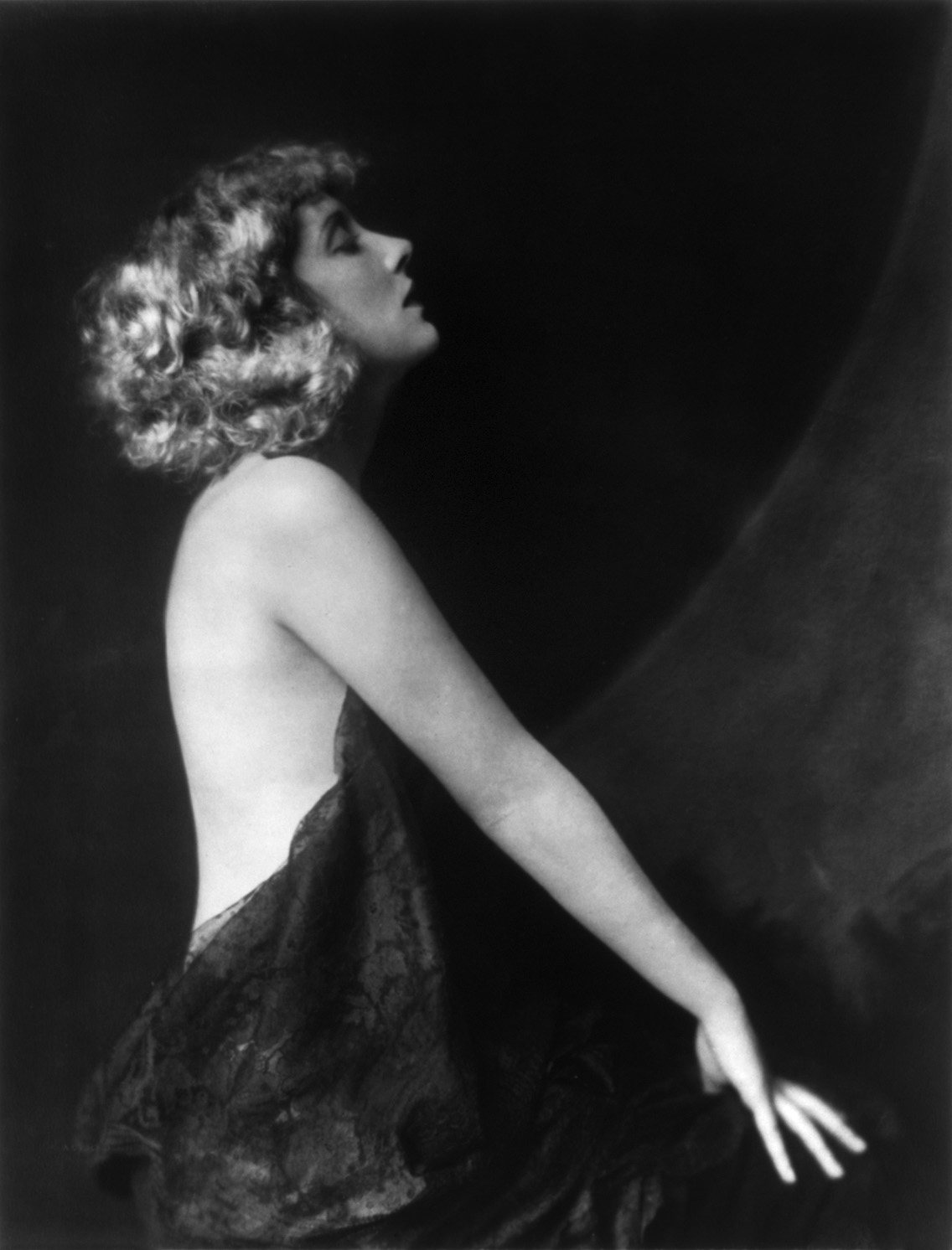
Helen Lee Worthing, 1920
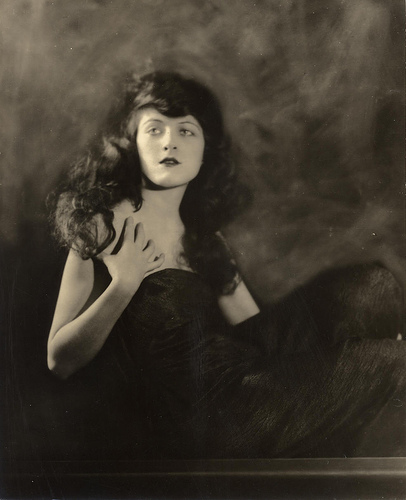
Martha Mansfield, rond 1920
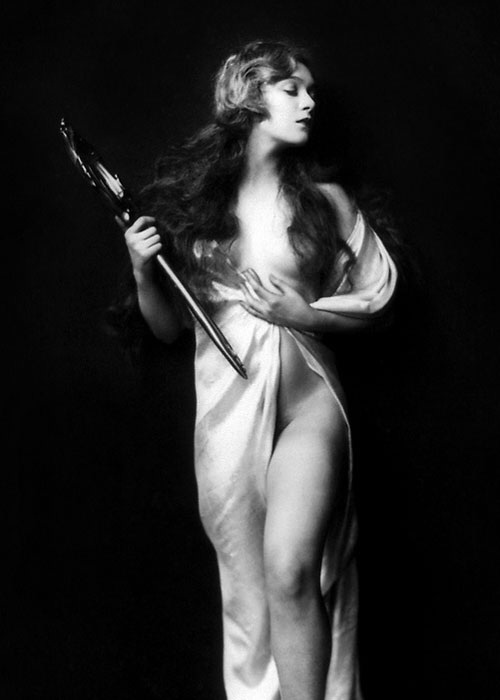
Caryl Bergman, ca. 1922
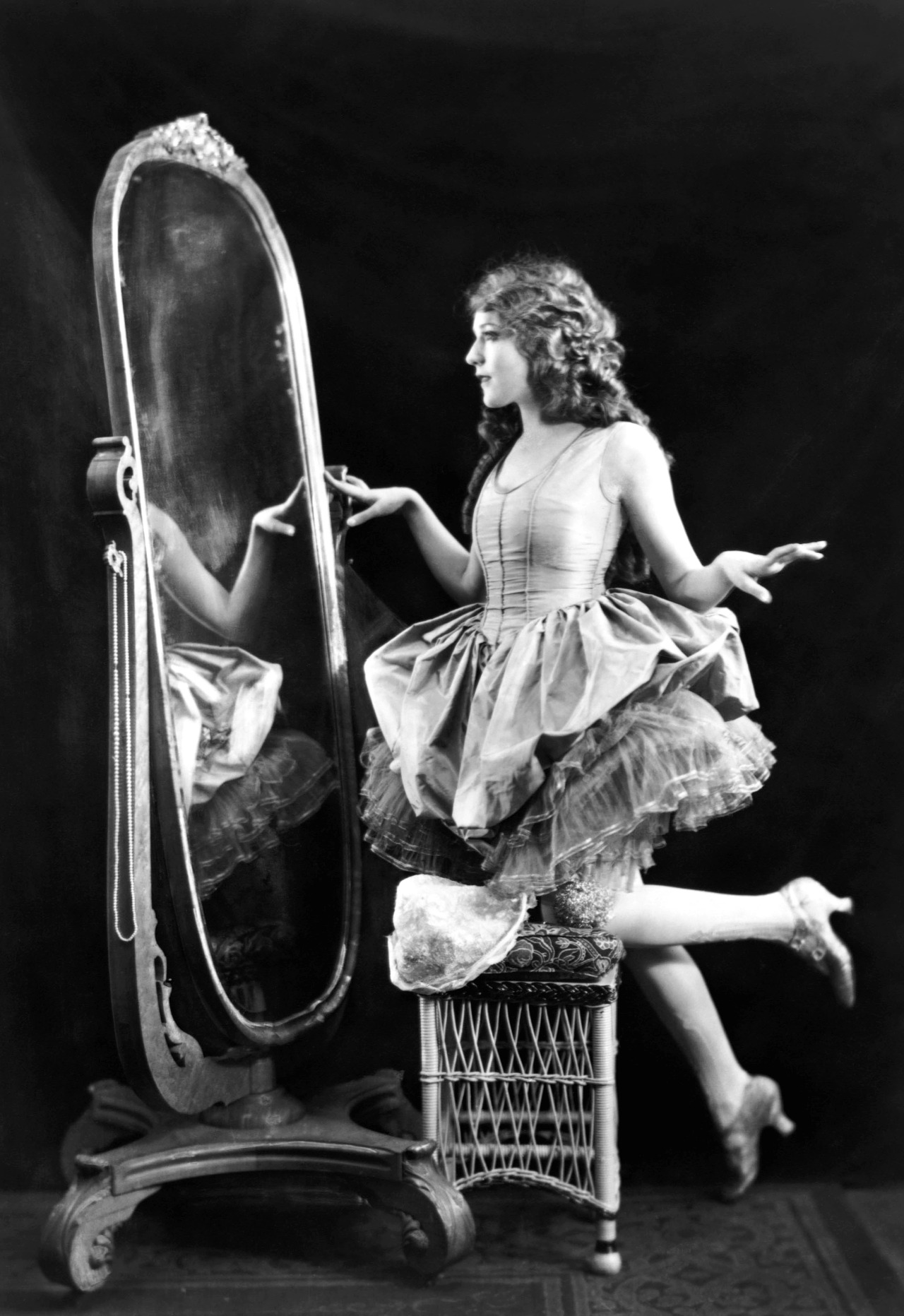
Mary Pickford, 1920
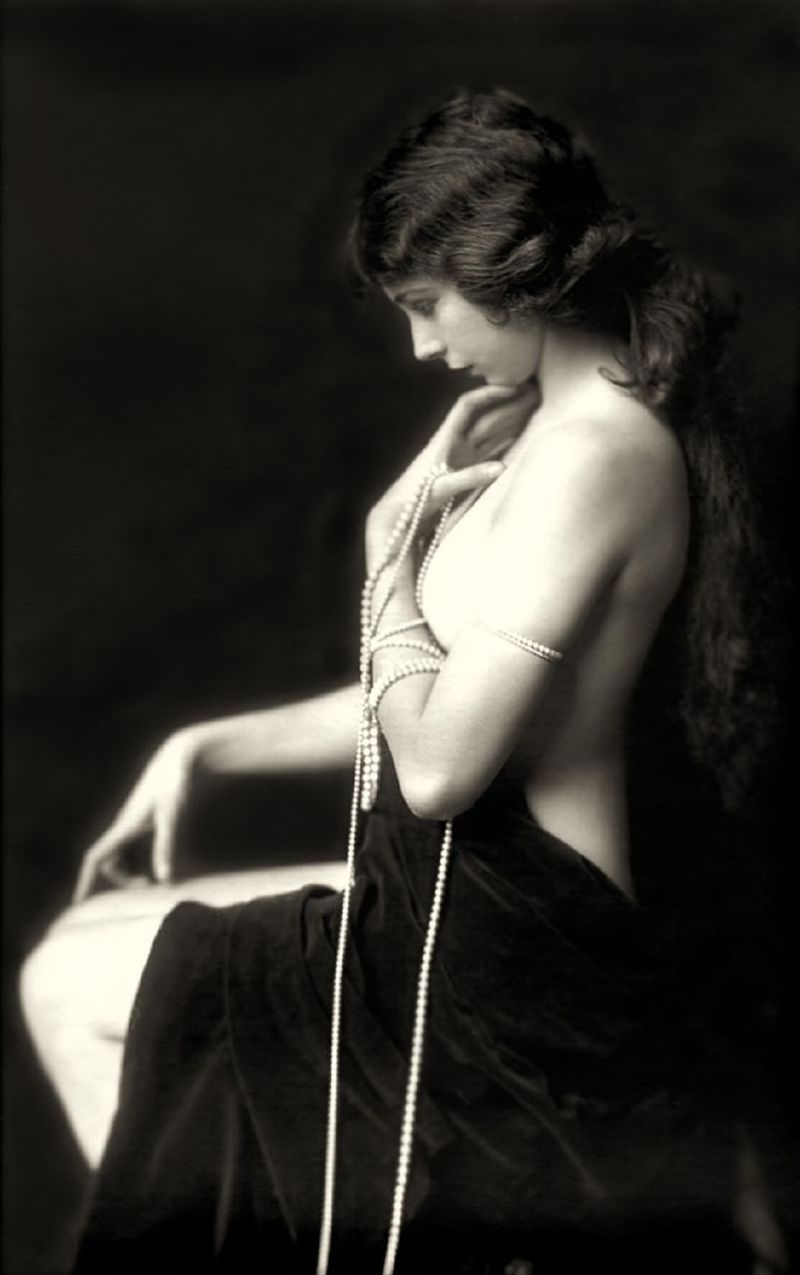
Ava Land, rond 1920
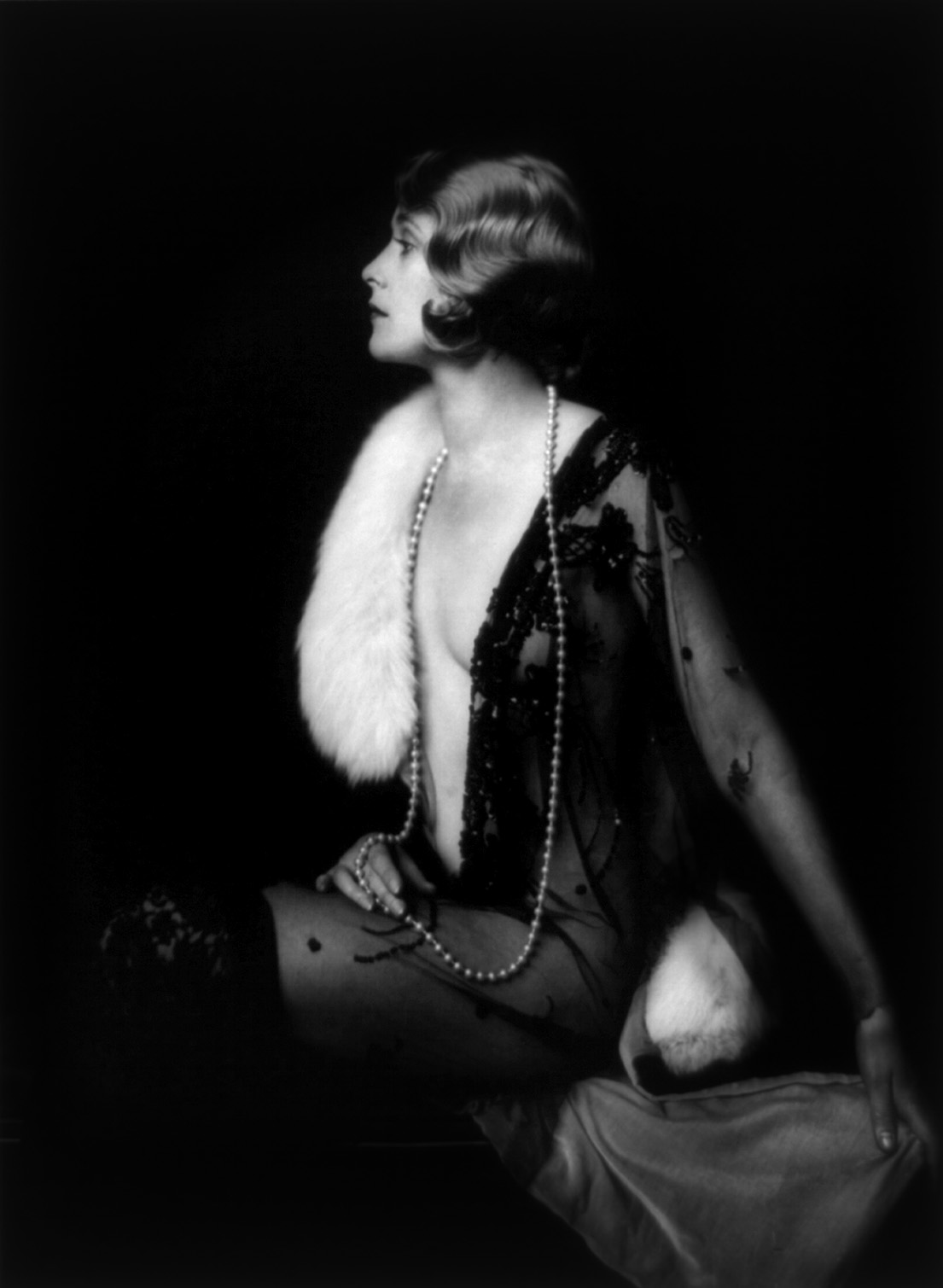
Muriel Finlay, 1928